# فرودگاه ما هو

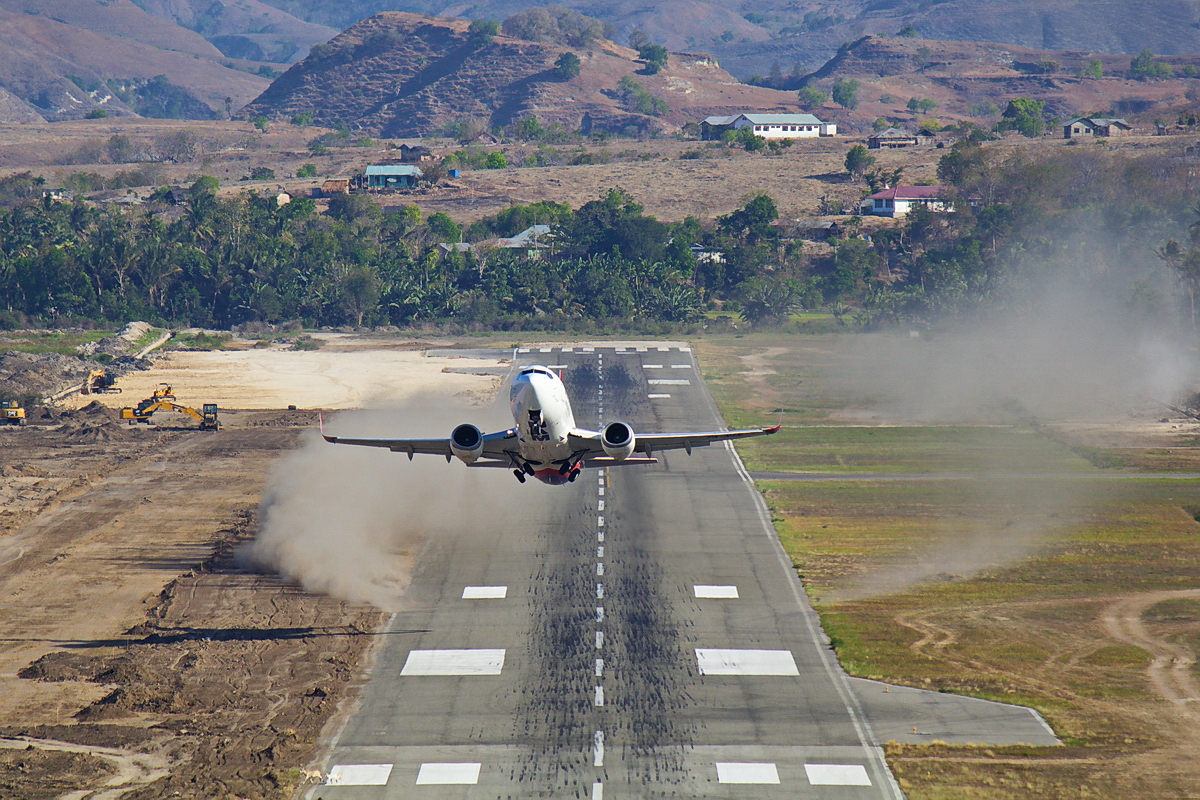
فرودگاه ما هو

فرودگاه ما هو (به انگلیسی: Mau Hau Airport) (به زبان بومی: Bandar Udara Mau Hau) یک فرودگاه همگانی با کد یاتا WGP است که یک باند فرود آسفالت دارد و طول باند آن ۱۶۵۰ متر است. این فرودگاه در کشور اندونزی قرار دارد و در ارتفاع ۱۰ متری از سطح دریا واقع شده‌است.